# Moemi Yamamoto
Moemi Yamamoto (přechýleně Yamamotoová, Yamamotová; * 1985, Sapporo, Hokkaidó, Japonsko) je japonsko-česká malířka žijící a tvořící v Praze.

## Život
Yamamoto se narodila v roce 1985 v japonském městě Sapporo na ostrově Hokkaidó. Malovat začala v 15 letech. Chtěla vytvářet komiksy manga, ale předsudky vůči kultuře otaku ji odradily. Další inspiraci během svých prvotin hledala ve filmu nebo literatuře.
| „                | Malovat jsem začala v patnácti. Pamatuji si na jeden klíčový moment v mém dospívání, kdy jsem se začala potýkat s jakousi duševní krizí. Svět mi připadal šedivý a fádní a cítila jsem, že s ním ztrácím spojení. Tehdy mě zachránily obrazy Giorgioho de Chirica. Zdálo se mi, že jsou naplněné zvláštní, intimní atmosférou. A došlo mi, že malování je médium, které tohle umožňuje. | “ |
| — Moemi Yamamoto | |   |

V letech 2005–2011 vystudovala Akademii výtvarného umění na univerzitě v Tóhoku v Jamagatě. Následně pracovala jako malířka ve společnosti zaměřené na půjčování obrazů. Po sedmi letech v roce 2018 ale společnost opustila s cílem přestěhovat se do zahraničí. Chtěla procestovat více evropských měst, ale Praha ji oslnila natolik, že zůstala právě v ní. Ačkoliv zprvu neuměla jazyk a musela tak překonávat jazykovou bariéru, cítila, že je pro ní důležité další studium v Česku. Jazyk přes velké těžkosti zvládla a vystudovala v Praze v letech 2019–2022 malbu na akademii výtvarných umění, kde zaujala osobitým stylem odlišujícím se od typického japonského vidění světa.
| „                | Na univerzitě v Japonsku nás profesoři učili jen umělecké styly, a to velmi zevrubně. Nevysvětlovali kontext, ze kterého vzešly, navíc kladli důraz hlavně na asijské umění a to evropské učili velmi povrchně. Neznala jsem tak důležité události, které měly vliv na moderní a postmoderní umění. Chybělo mi pochopení toho, proč nynější umělecký svět vypadá tak, jak vypadá. | “ |
| — Moemi Yamamoto | |   |

Škola jí doplnila chybějící hlubší vhled do dějin umění, díky čemuž si udělala jasno, proč maluje tak, jak maluje, a doladila tak svůj styl. Postupně navázala kontakt s českou uměleckou scénou, s výtvarníky, s galeriemi, s kurátory, a ačkoliv by si to původně podle svých slov nedokázala představit, v české kulturní scéně se ujala a těší se úspěchu. Jelikož ji Praha oslnila svou historií a historickou hodnotou budov, na což nebyla v rodném Sapporu zvyklá, a také ji těšilo, že její tvorbu přijalo české publikum, vytvořila si k Česku silný vztah a rozhodla se zde zůstat na trvalo. Mluví japonsky, česky a anglicky.

## Tvorba
Její styl se postupně vyvíjel a měnil. V době nástupu na AVU byl dle jejích slov surrealistický a tmavý. Sama cítila, že by se měla dál rozvíjet a potřebné zásadní rady, které jí pomohly dotvořit svou malířskou identitu, našla v radách ateliéru Josefa Bolfa a Jakuba Hoška. Na základě nich si uvědomila, že by se měla věnovat především tomu, co rezonuje s jejím nitrem, a dále rozpracovala svou práci s perspektivou, kterou malovala podvědomě podivně, aniž by znala širší kontext.
| „                | Všimla jsem si, že právě Giorgio de Chirico narušoval perspektivu různými způsoby. A pak mi došlo, že i naše tradiční japonské umění ukijo-e rovněž manipuluje s tím, jak zobrazuje prostor. Stejně tak i česká gotická malba, ve které ještě zcela nevládla renesanční lineární perspektiva, mísila více úběžníků a vytvářela skutečně podivnou atmosféru. Sama jsem tak s tímto přístupem začala experimentovat a vyústěním byla moje diplomová práce. | “ |
| — Moemi Yamamoto | |   |

Yamamoto má atypický rukopis malby, čímž se její tvorba stává v českém prostředí nezvyklou a přitažlivou. Praha ji svou historičností poskytla přirozené prostředí pro tvorbu. Helena Honcoopová, bývalá ředitelka Sbírky orientálního umění Národní galerie napsala, že Moemi Yamamoto je japonská umělkyně, která dokázala malovat takovým českým způsobem připomínajícím gotickou malbu. Obrazy mají snovou, podivnou, magickou atmosféru. A umělkyně při jejich tvorbě vychází právě ze svých stnů.
Yamamoto pořádá výstavy v Česku a začala i s mezinárodními výstavami.

## Ocenění
- Objev roku 2022, Česká akademie vizuálního umění[1]